# 缅甸裔巴基斯坦人
缅甸裔巴基斯坦人，是指生活在巴基斯坦信德省卡拉奇的缅甸穆斯林团体。有兩種來源：一種是缅甸西部若开邦的罗兴亚人，宣称受缅甸軍政府逼迫。根据巴基斯坦政府说法，有二十万罗兴亚人在巴基斯坦生活。大部分由孟加拉經印度來到卡拉奇。有四成缅甸移民是非法入境。另一種是來自緬甸若開邦的緬族穆斯林（包括潘泰人、卡曼人和皈依伊斯蘭教的緬族人）移民。

## 在巴基斯坦
羅興亞人和孟加拉人这两种人文化上接近，也说孟加拉语，在巴基斯坦有时把他们一併称为孟加拉裔巴基斯坦人，而移民巴基斯坦的緬族穆斯林則劃分到信德人中。